# Pasha Parfeni
Pavel Parfeni (Orhei, Moldávia; 30 de maio de 1986) conhecido pelo nome artístico Pasha Parfeni, é um cantor pop moldavo, antigo membro da banda SunStroke Project.

## Biografia
Graças aos seus pais, Pavel esteve rodeado de música em criança. A mãe era professora de piano na Escola de Música de Orhei, o pai era intérprete e guitarrista. Aos 7 anos já era aluno da escola de música onde a sua mãe dava aulas, tendo decidido especializar-se em piano. Em 2002, apresentou o seu trabalho na Faculdade de Música de Tiraspol, no departamento de jazz. Os estudos e a experiência adquiridos nesta instituição permitem-lhe descobrir o seu talento como intérprete. Em 2003, Pavel ganhou o concurso Vozes da Transnístria.
Em 2006, prosseguiu os seus estudos musicais na Academia de Música, Teatro e Belas Artes da Moldávia, onde experimentou a composição. Apresentando a sua própria obra no concurso Estrelas de Elat, ganhou o 3.º prémio e também a apreciação da artista russa Larisa Dolina. Paralelamente aos seus estudos, Pavel também participou como intérprete num colectivo de música rock. Em 2007, tornou-se membro do Teatro da Canção do Centro Cultural Elat. Também em 2007, ganhou o primeiro lugar nos festivais «Duetul Anului» e «Argintul Iantrei», ambos realizados na Bulgária.
Já em 2009, como vocalista da banda SunStroke Project, participou na selecção nacional da Moldávia para a Eurovisão com a canção «No Crime», ficando em terceiro lugar. Ganhou também o 1.º lugar no Festival Internacional de música pop «George Grigoriu», realizado na cidade de Brăila, na Roménia, de 22 a 24 de Maio de 2009 e transmitido em directo pela Televiziunea Română. O prémio que ganhou foi um automóvel Volkswagen Passat e uma peça musical escrita para ele pelo compositor romeno Andrei Tudor.
Pavel ficou em primeiro lugar no festival internacional de música «Slaveanski Bazar» em Vitebsk, na Bielorrússia, realizado no Verão de 2009. Competiu com solistas de 16 países, incluindo Itália, Brasil, Bulgária, Ucrânia, Antiga República jugoslava da Macedónia, Sérvia, Lituânia, Letónia, Rússia, entre outros. Para além do troféu tradicional - uma lira dourada -, Pavel recebeu também um prémio em dinheiro de 6.000 dólares. Apresentou três peças no concurso: «Svecia gorela» do repertório de Allei Pugaciova, «Dac-ai fi» e «We Are the Champions». Em Setembro de 2009, Parfeni participou no festival internacional «Cerbul de Aur», em Brașov, na Roménia, mas desta feita o cantor não recebeu qualquer prémio nesta competição. Ainda nesse ano, o cantor participou no Festival Mamaia onde interpretou a canção de Andrei Tudor «Tu nu vezi cerul». Com esta peça, juntamente com três outros concorrentes, Pavel ficou em primeiro lugar na secção Criação. 
Em 2010, o contrato de Pavel com os SunStroke Project finalizou e ele acabou por deixar a banda definitivamente. Naquele ano, Pavel tentou participar na pré-selecção romena para a Eurovisão. Mas como ele não tem cidadania romena, não foi bem sucedido. No entanto, participou na pré-selecção moldava nacional com a canção «You Should Like» e ficou em 2º lugar, dando o primeiro lugar à sua antiga banda SunStroke Project.
A 11 de Março de 2012, Pasha venceu a selecção moldava da Eurovisão com a canção «Lăutar» e representou a Moldávia na edição daquele ano em Bacu, no Azerbaijão. Recebeu 10 pontos na votação televisiva e 12 pontos do júri.
Em 2023, representou a República da Moldávia no Festival Eurovisão da Canção desse ano com a canção «Soarele şi Luna», em português: «O sol e a lua».

## Palmarés
- 2003: “Vocile Transnistriei” – Prémio principal.
- 2003: “Doua inimi gemene” – Prémio principal.
- 2005: “Steaua Elatului” – 1.º lugar.
- 2007: “Faces of Friends” – Prémio principal.
- 2007: “Duetul Anului” – 1.º lugar.
- 2007: “Vostochny Bazar” (Ucrânia) – 2.º lugar.
- 2007: “Argintul Iantrei” (Bulgária) – 1.º lugar.
- 2008: Songs of the world – 1.º lugar.
- 2009: Preselecția Națională Eurovision 2009 – 3.º lugar.
- 2009: Sloveanskii Bazar (Bielorrússia) – 1.º lugar.
- 2009: Mamaia (Roménia) – 1.º lugar.
- 2010: Preselecția Națională Eurovision 2010 – 2.º lugar.
- 2011: Preselecția Națională Eurovision 2011 – 3.º lugar.
- 2012: Preselecția Națională Eurovision 2012 – Vencedor.
- 2023: Preselecția Națională Eurovision 2023 – Vencedor.